# فلوئکس

توماش دووراک (Tomáš Dvořák متولد ۱۴ فوریه ۱۹۷۸)، که با نام هنری فلوکس Floex شناخته می‌شود، یک آهنگساز، کلارینتیست، تولیدکننده، دی‌جی و هنرمند چند رسانه‌ای اهل جمهوری چک است. او بیشتر با کارهایش برای استدیوی بازی آمانیتا دیزاین شناخته شده‌است.